# Vizos
Vizos korábbi község Franciaország Okcitánia régiójában, Hautes-Pyrénées megyében. Lakosainak száma 38 fő (2013). Vizos Saligos, Esquièze-Sère, Esterre és Viey községekkel határos.
2016. január 1-jén a korábbi Saligos községgel egyesült és az így létrejött (azonos nevű) Saligos új község része lett.

## Népesség
A település népessége az elmúlt években az alábbi módon változott:

| 2013 | 38 |